# Фрейлиния
Фрейлиния (лат. Freylinia) — небольшой род двудольных цветковых растений, включённый в семейство Норичниковые (Scrophulariaceae).

## Название
Название Freylinia было дано роду растений итальянским ботаником Луиджи Коллой в 1824 году. Оно происходит от фамилии другого естествоиспытателя Лоренцо Фрейлино.

## Ботаническое описание
Род объединяет небольшие ветвистые кустарники, реже полукустарники. Стебли прямостоячие, четырёхребристые. Листья расположены в основном супротивно, реже — очерёдно или спиралевидно, на коротких черешках или непосредственно на стебле, с цельным или зазубренным краем.
Цветки собраны в сложные зонтики в пазухах листьев и на концах стеблей. Чашечка разделена на 5 почти равных долей. Венчик также пятидольчатый, с воронковидной трубкой. Тычинки равные, в количестве 4.
Плод — коробочка яйцевидной формы, при созревании раскрывающаяся вдоль перегородки. Семена многочисленные, с небольшим крыловидным отростков.

## Ареал
Все виды рода Фрейлиния происходят из Африки. Большая их часть распространена в Южной Африке, лишь некоторые заходят на север в центральную часть материка.

## Таксономия
|  |                                      |  |                                                         |                                                         |                        |  | ещё 22 семейства (согласно Системе APG III) |                    |                    |            |
|  |                                      |  |                                                         |                                                         |                        |  |                                             |                    |                    | от 5 видов |
|  |                                      |  |                                                         | порядок Ясноткоцветные                                  |                        |  |                                             |                    | род Фрейлиния      |            |
|  |                                      |  |                                                         | порядок Ясноткоцветные                                  |                        |  |                                             |                    | род Фрейлиния      |            |
|  | отдел Цветковые, или Покрытосеменные |  |                                                         |                                                         | семейство Норичниковые |  |                                             |                    |                    |            |
|  | отдел Цветковые, или Покрытосеменные |  |                                                         |                                                         |                        |  |                                             |                    |                    |            |
|  |                                      |  | ещё 58 порядков цветковых растений (по Системе APG III) | ещё 58 порядков цветковых растений (по Системе APG III) |                        |  |                                             | ещё более 85 родов | ещё более 85 родов |            |
|  |                                      |  |                                                         | ещё 58 порядков цветковых растений (по Системе APG III) |                        |  |                                             |                    | ещё более 85 родов |            |

### Виды
- Freylinia crispa van Jaarsv., 1991
- Freylinia decurrens Levyns ex van Jaarsv., 1983
- Freylinia helmei van Jaarsv., 2003
- Freylinia lanceolata (L.f.) G.Don, 1839 — Фрейлиния ланцетная
- Freylinia tropica S.Moore, 1911 — Фрейлиния тропическая
- Freylinia undulata (L.f.) Benth., 1836
- Freylinia visseri van Jaarsv., 1983 — Фрейлиния Виссера
- Freylinia vlokii van Jaarsv., 1995